# Oaxaca de Juárez
Oaxaca è la capitale dello omonimo stato del Messico, uno dei più caratteristici per tradizioni culturali e gastronomiche. Il suo nome completo è Oaxaca de Juárez (pronuncia [waˈxaka de ˈxwaɾes]), in onore dell'ex presidente e eroe nazionale Benito Juárez, che era originario della zona.
La città, che sorge ad un'altitudine di circa 1550 m, è localizzata nella valle di Oaxaca nella Sierra Madre del Sud. Nei pressi della città si trova l'importante sito archeologico di Monte Albán. Il suo centro storico è stato dichiarato Patrimonio dell'umanità dall'UNESCO. Tra i principali monumenti vanno ricordati la Cattedrale, la Iglesia de Santo Domingo e l'eccellente Museo della Cultura di Oaxaca.

## Storia
Nell'area dove si trova l'attuale città di Oaxaca vi sono stati per migliaia di anni insediamenti zapotechi e mixtechi legati agli importanti centri di Monte Albán e Mitla. La città coloniale risale al 1532, quando coloni spagnoli al seguito dei conquistadores di Hernán Cortés richiesero con una petizione alcuni terreni alla regina di Spagna.

Cortés tentò di far allontanare i coloni rivendicando il possesso dell'intera valle di Oaxaca ma alla popolazione fu garantito un territorio pari ad una lega quadrata nel quale si sviluppò l'attuale città.

### Fatti di Oaxaca
Nel corso del 2006 la città è stata teatro di numerose manifestazioni e scioperi, e dei seguenti scontri tra la polizia e i manifestanti. Nel maggio 2006 gli insegnanti chiesero al governo (dal 2004 presidente dello Stato di Oaxaca è Ulisses Ruiz Ortiz) di avere un aumento del loro stipendio, proprio in relazione all'elevato costo della vita. Le richieste non vennero accettate, né tanto meno fu aperto un tavolo di discussione, anzi il sindacato degli insegnanti fu sciolto. Nell'ottobre del 2006 le proteste ripresero, anche grazie al ruolo dell'APPO, assemblea popular de los pueblos de oaxaca. Il 27 ottobre 2006 ci furono violentissimi scontri. La polizia federale preventiva (pfp) represse le manifestazioni di disobbedienza civile, causando tre morti, tra cui quella del giornalista indipendente americano Brad Will (che lavorava per indymedia).
Nei giorni successivi, anche su richiesta del presidente del Messico Vicente Fox, continuarono le azioni di repressione della polizia federale preventiva, con conseguenti morti, feriti e arresti. Il 2 novembre la polizia federale preventiva cercò invano di chiudere l'Autonoma Università di Oaxaca Benito Juarez, da dove veniva trasmessa Radio Universidad, radio legata all'APPO. Successivamente a tutti questi scontri, il governo accettò la richiesta di aumento salariale degli insegnanti, con la condizione che questi riprendessero subito il lavoro. Con questa mossa, il fronte di opposizione si è diviso e gli insegnanti accettarono di tornare al lavoro. Continua invece la detenzione di quanti sono stati arrestati negli scontri, come continua la richiesta di dimissioni per Ulisses Ruiz Ortiz.

## Economia
Il turismo è l'industria trainante della città, le numerose chiese e costruzioni religiose barocche e le vicine aree archeologiche attirano un discreto numero di visitatori. L'aeroporto di Oaxaca-Xoxocotlan (codice IATA OAX) si trova a circa 10 km dal centro e collega la città con Città del Messico, Huatulco, Cancún, e Tijuana.

## Popolazione
Nel 2010 il numero di abitanti stimato era pari a 300 050.